# وادیم جین
وادیم جین (انگلیسی: Vadim Jean؛ زادهٔ دسامبر ۱۹۶۳) یک کارگردان فیلم و تهیه‌کننده اهل بریتانیا است. 
وی کارگردان فیلم‌هایی همچون جیمینی گلیک در لالاوود و به سیم آخر زدن تری پرچت بوده است.